# Гранадиља де Абона
Гранадиља де Абона (шп. Granadilla de Abona) град је у Шпанији у аутономној заједници Канарска Острва у покрајини Санта Круз де Тенерифе. Према процени из 2017. у граду је живело 45 332 становника.

## Становништво
Према процени, у граду је 2017. живело 45 332 становника.
| 2017.  |
| ------ |
| 45 332 |